# Libertad (Anzoátegui)
Libertad è un comune del Venezuela situato nello stato dell'Anzoátegui.
Il capoluogo del comune è la città di San Mateo.